# Robert Burns
Robert Burns (25 tháng 2 năm 1759 – 21 tháng 7 năm 1796) là thi hào dân tộc Scotland, tác giả của các tập thơ, trường ca và những bài hát dân gian cải biên viết bằng tiếng Anh phương ngữ Scotland. Bản nhạc nổi tiếng nhất của ông là Auld Lang Syne, bây giờ cũng là một phần của truyền thống Anh. Bên cạnh Walter Scott, Burns là thi sĩ quan trọng nhất ở Scotland.
Các tác phẩm Scots Wha Hae, Auld Lang Syne, Is There for Honest Poverty là ứng cử viên cho quốc ca Scotland.

## Tiểu sử

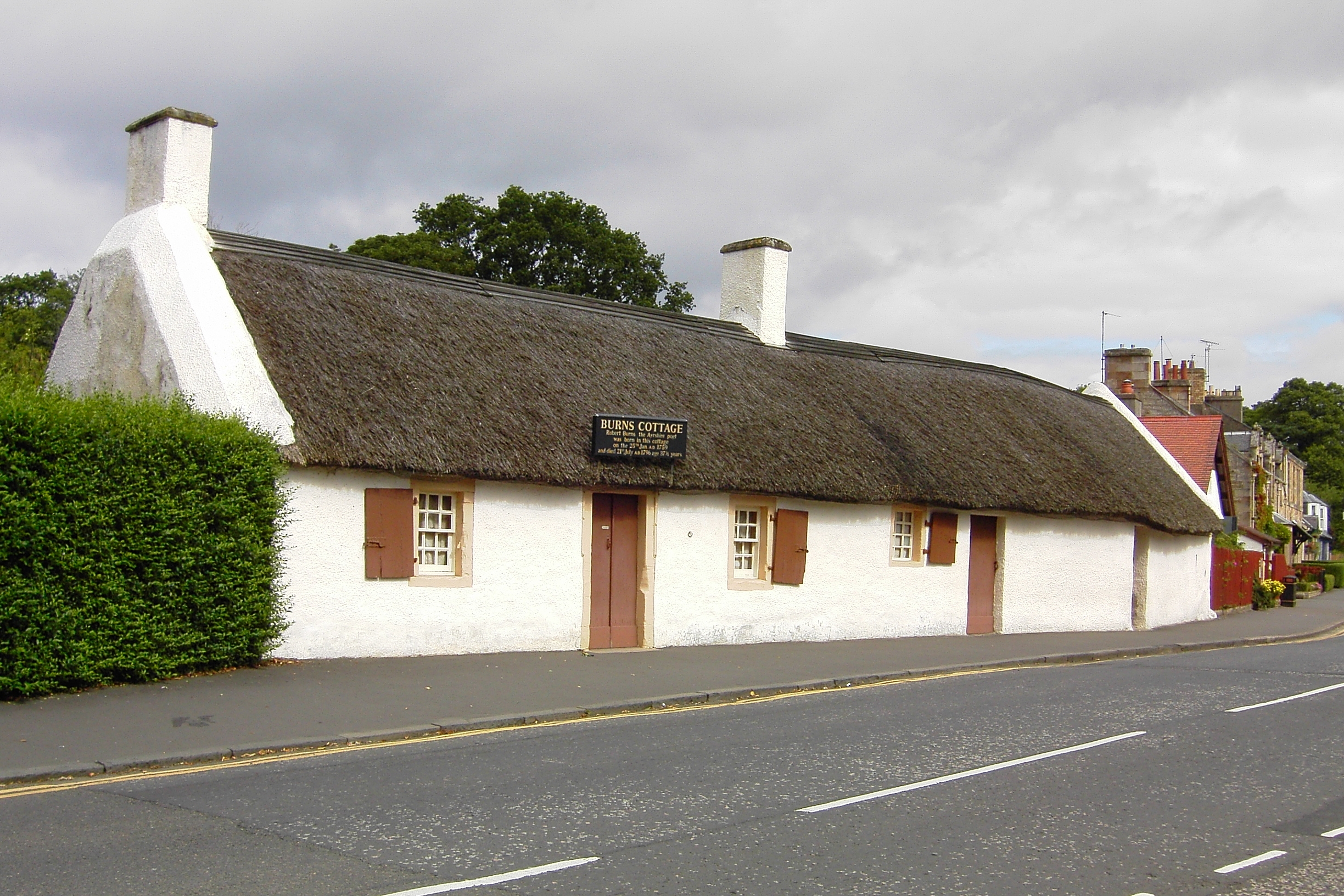
Nhà của Burns ở Alloway, Scotland

Robert Burns sinh ở Alloway, South Ayrshire, Scotland, trong một gia đình tá điền. Suốt đời phải vật lộn với cảnh nghèo túng. Lên 12 tuổi được bố gửi đến trường học, cậu bé thích đọc nhiều và yêu thích thơ của John Milton và William Shakespeare. Biết làm thơ từ năm 15 tuổi.
Năm 1784 bố mất, Burns và em trai chuyển đến trang trại Mossgiel ở Mauchline, công việc của Burns là làm việc ở trang trại kết hợp với làm thơ. Năm 1785 Burns yêu cô Jean Armour (1767-1834) – con gái của một kiến trúc sư giàu có trong vùng đã có thai với Burns. Burns đã viết tờ cam kết sẽ cưới cô làm vợ nhưng cha cô đã xé tờ cam kết và tuyên bố rằng không bao giờ gả con gái – dù là đứa hư hỏng cho một kẻ tay trắng như Burns. Không còn nhìn thấy tương lai ở quê hương và tình yêu cũng bị ngăn cấm Burns quyết định sang châu Mỹ (Jamaica) làm việc cho một thương gia. Nhưng tiền đi đường không có và không vay mượn đâu được, Burns nghĩ ra một cách – mặc dù rất ngờ vực là in thơ bán lấy tiền. Không ngờ, tập thơ Poems, Chiefly in the Scottish Dialect (Thơ, chủ yếu viết bằng phương ngữ Scotland) của Burns in ra bán rất chạy. Trước ngày lên đường sang châu Mỹ Burns nhận được thư mời lên thủ đô Edinburgh tái bản sách và làm việc, chuyến đi được hoãn lại. Armour sau lần mang thai thứ hai bị người cha đuổi ra khỏi nhà và cuối cùng hai người cũng lấy được nhau vào năm 1788. Amour sinh cho ông 9 người con nhưng chỉ có ba người không bị chết khi còn nhỏ.
Vinh quang đã đến với Burns nhưng cuộc đời của ông vẫn vất vả và không yên ổn vì những vụ kiện tụng xuất phát từ những mối liên hệ với nhiều người phụ nữ khác.
Burns mất ở Dumfries, Scotland.

## Tác phẩm

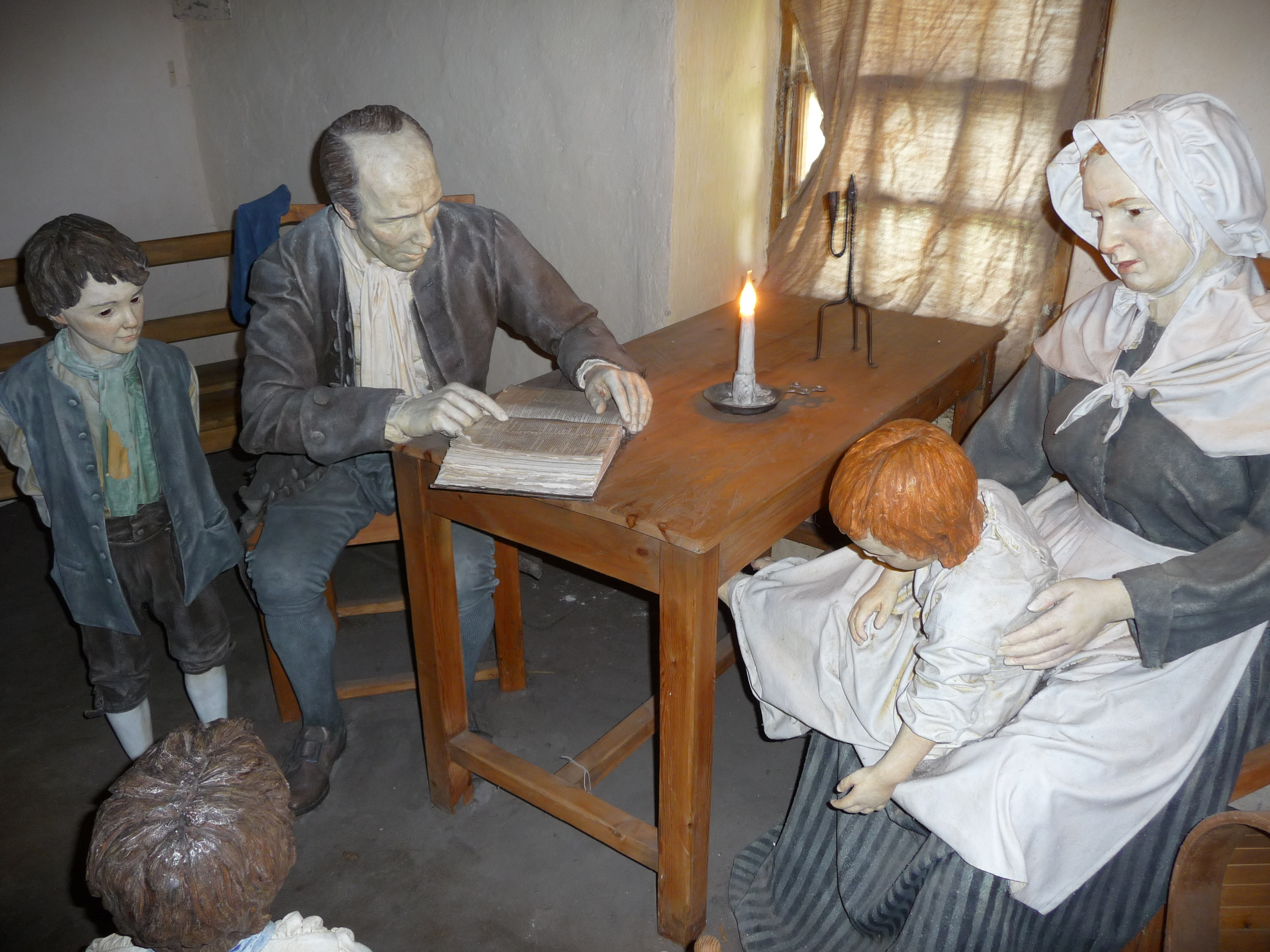
Bảo tàng Burns ở Alloway, Scotland

Chữ ký Robert Burns

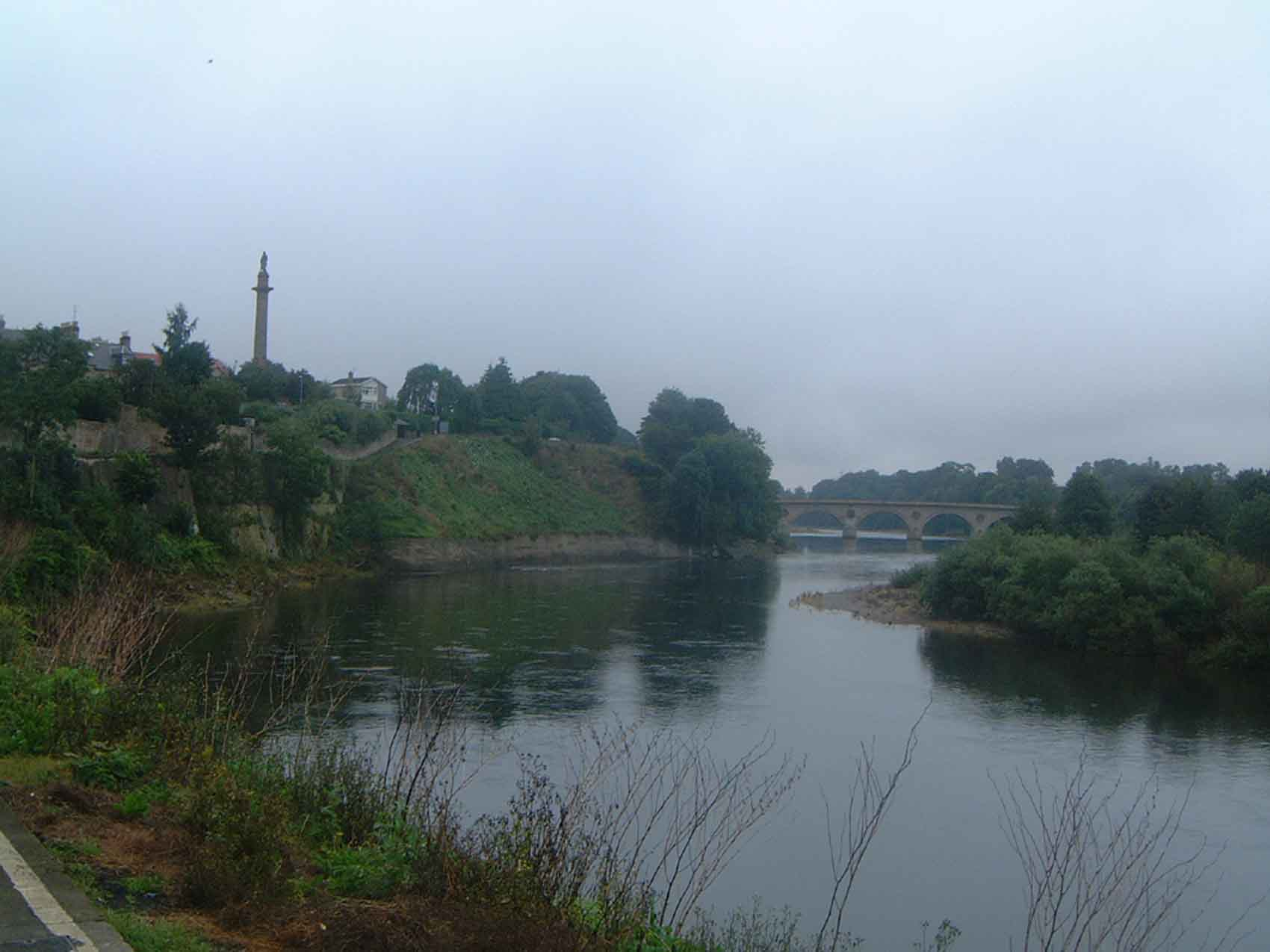
Sông Tweed ở biên giới Anh - Scotland

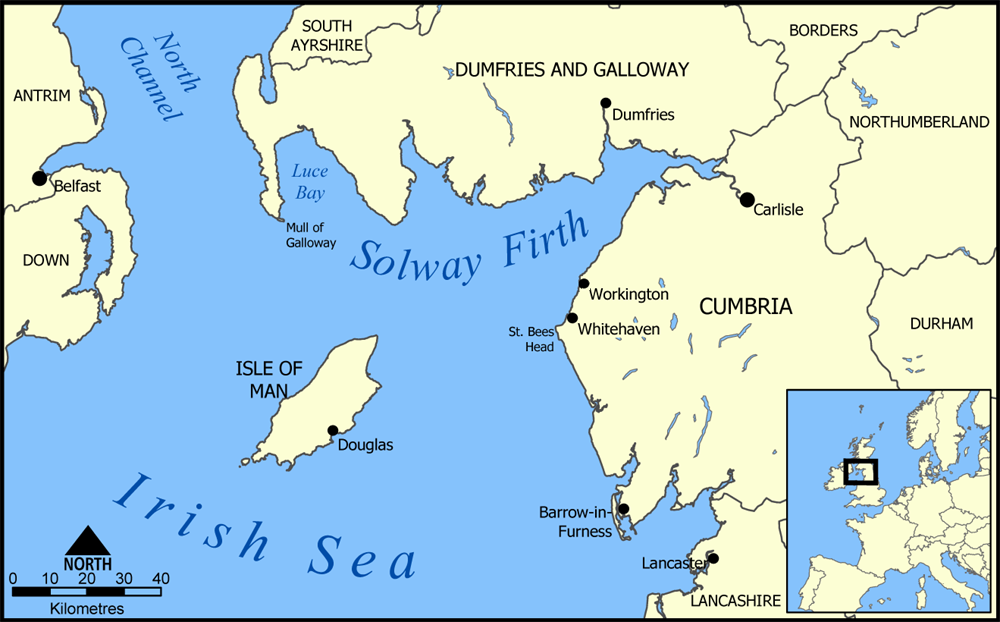
Vịnh Solway

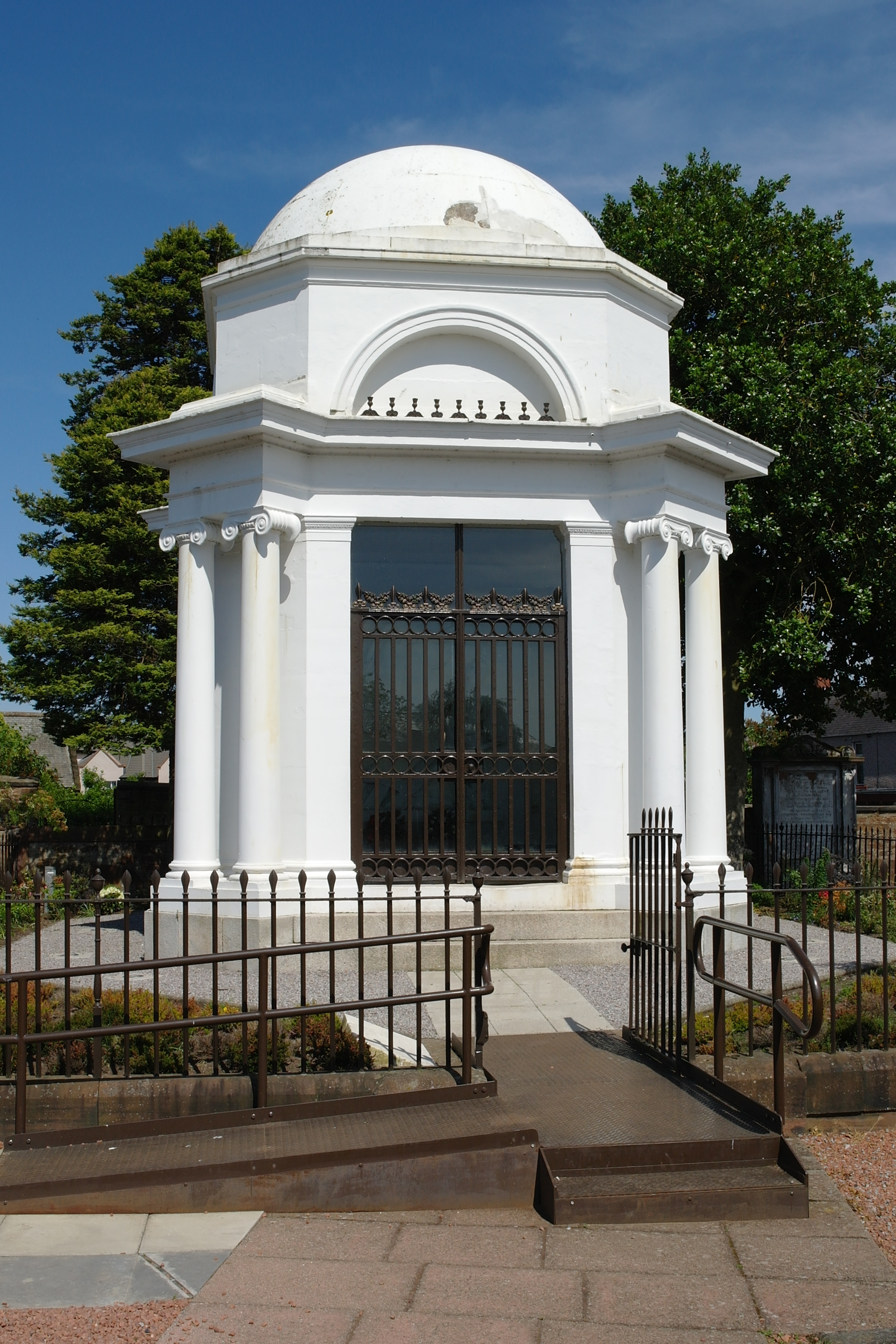
Lăng mộ Robert Burns ở Dumfries, Scotland

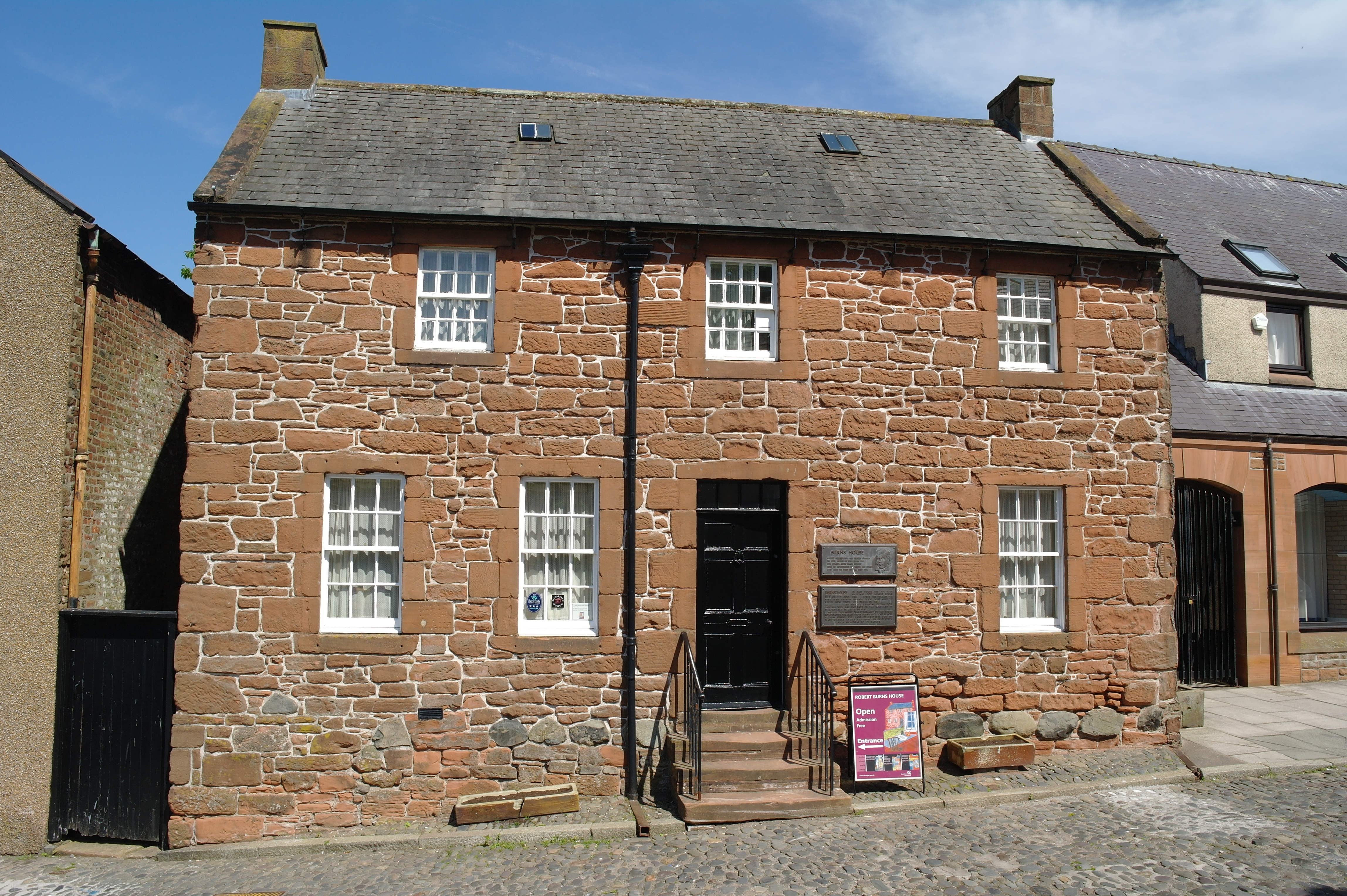
Nhà của Robert Burns ở Dumfries, Scotland

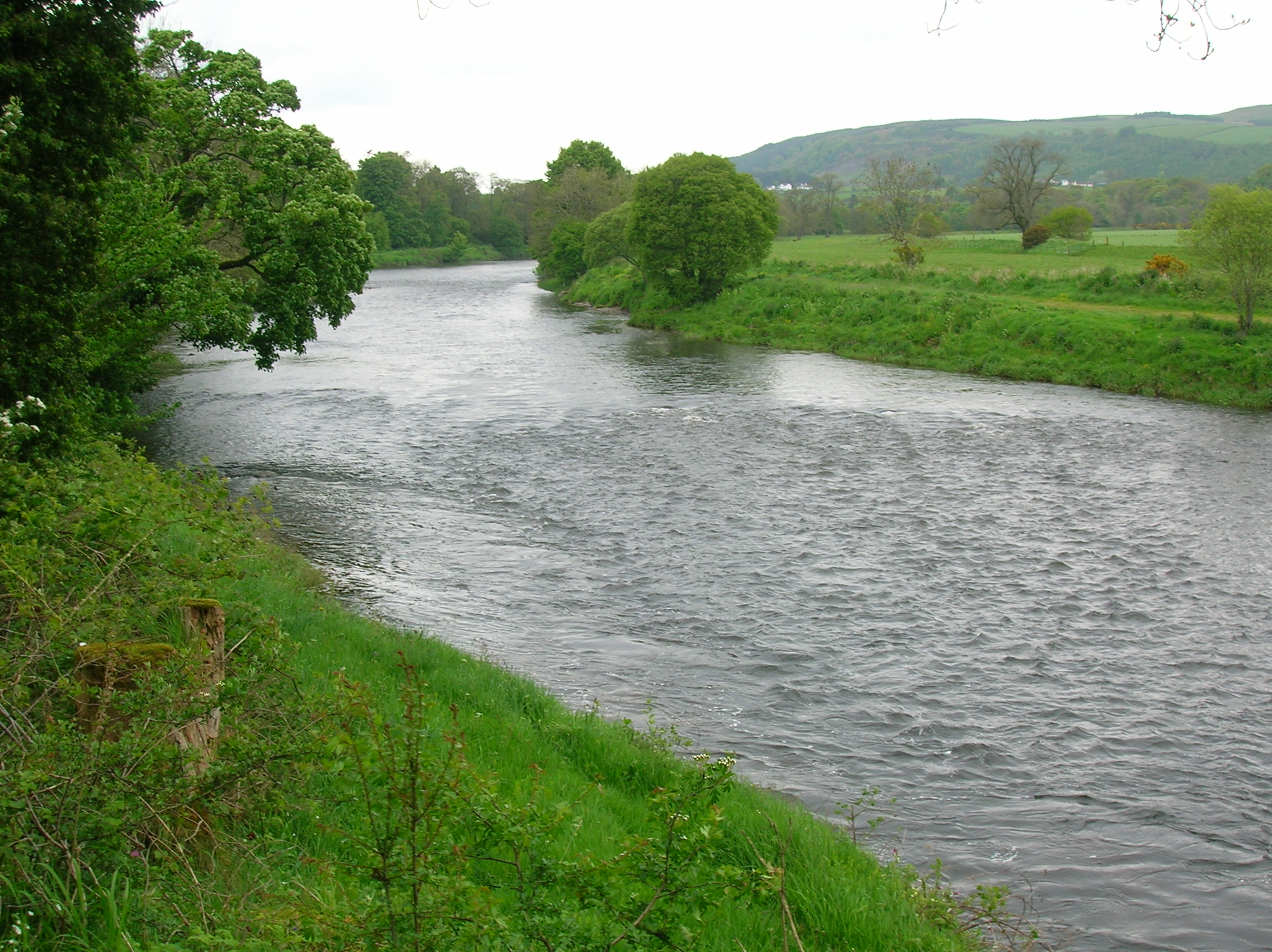
Sông Nith ở trang trại Ellisland

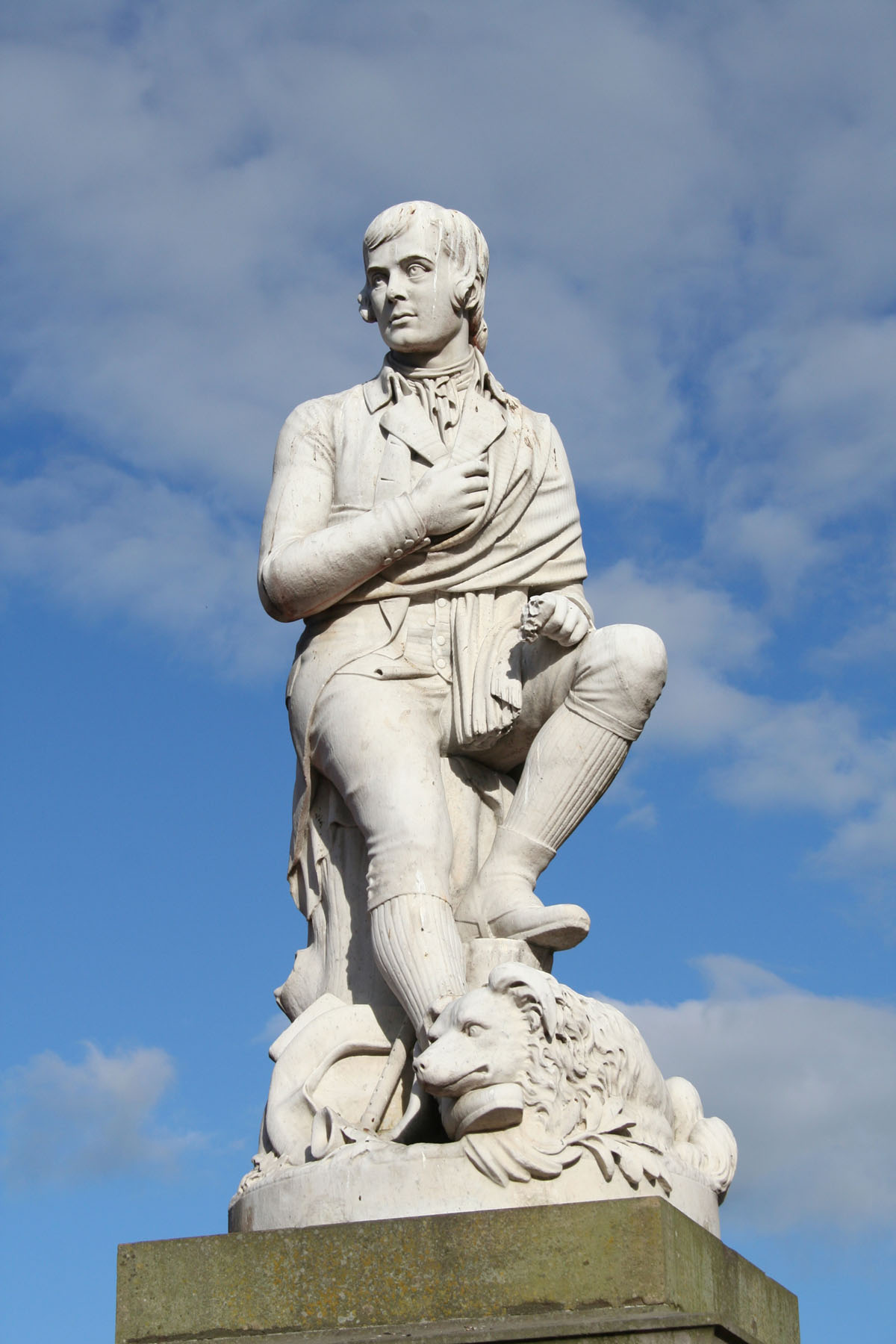
Tượng Burns ở trung tâm thành phố Dumfries, Scotland

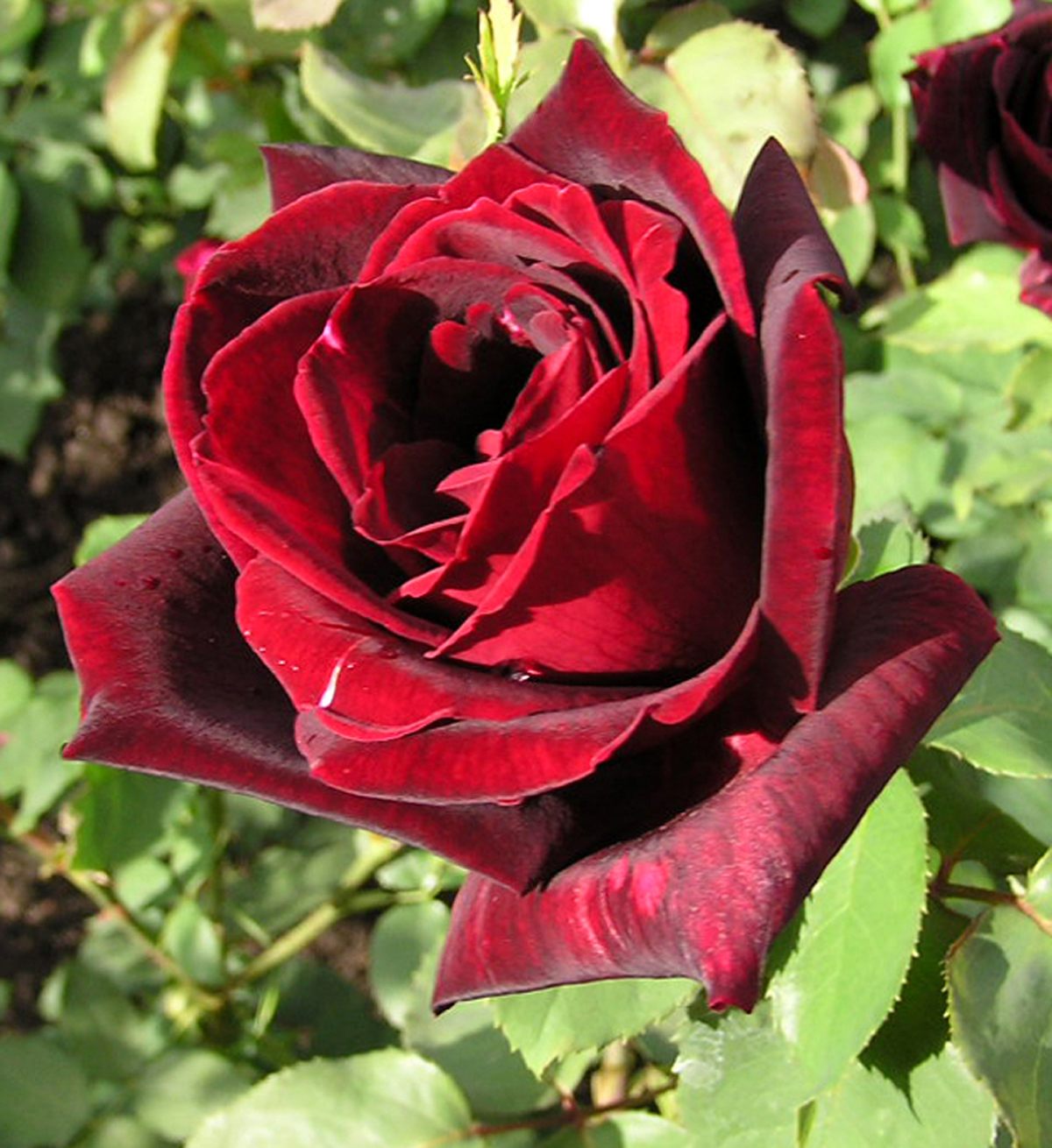
Hoa hồng đỏ

- Poems, Chiefly in the Scottish Dialect (Thơ, chủ yếu viết bằng phương ngữ Scotland, 1786), thơ
- Tam O' Shanter (1790), truyện thơ
- The Antiquities of Scotland (Scotland cổ, 1789), truyện thơ
- Select Collection of Original Scottish Airs (Tuyển tập những bài hát cổ Scotland, 1793-1805), lời bài hát dân gian của Scotland
- The Works of Robert Burns. Ed. By Thomas Stewart, 1801-1802
- The Works of Robert Burns. Ed by James Hogg and William Motherwell, 5 vols, 1834-1836
- The Works of Robert Burns. Ed by Allan Cunningham, 8 vols, 1834
- The Poems and Songs of Robert Burns. Ed. By James Kinsley, 3 vols, 1968

## Một số bài thơ
| Such a parcel of rogues in a nation – Fareweel to a' our Scotish fame, Fareweel our ancient glory; Fareweel even to the Scotish name, Sae fam'd in martial story! Now Sark rins o'er the Solway sands, And Tweed rins to the ocean, To mark whare England's province stands, Such a parcel of rogues in a nation! What force or guile could not subdue, Thro' many warlike ages, Is wrought now by a coward few, For hierling traitors' wages. The English steel we could disdain, Secure in valor's station; But English gold has been our bane, Such a parcel of rogue in a nation! O would, or I had seen the day That treason thus could sell us, My auld grey head had lien in clay, Wi' BRUCE and loyal WALLACE! But pith and power, till my last hour, I'll mak this declaration; We're bought and sold for English gold, Such a parcel of rogues in a nation! Ae Fond Kiss, And Then We Sever Ae fond kiss, and then we sever; Ae fareweel, and then for ever! Deep in heart-wrung tears I'll pledge thee, Warring sighs and groans I'll wage thee. Who shall say that Fortune grieves him While the star of hope she leaves him? Me, nae cheerful twinkle lights me, Dark despair around benights me. I'll ne'er blame my partial fancy; Naething could resist my Nancy; But to see her was to love her, Love but her, and love for ever. Had we never loved sae kindly, Had we never loved sae blindly, Never met -or never parted, We had ne'er been broken-hearted. Fare thee weel, thou first and fairest! Fare thee weel, thou best and dearest! Thine be ilka joy and treasure, Peace, enjoyment, love, and pleasure! Ae fond kiss, and then we sever; Ae fareweel, alas, for ever! Deep in heart-wrung tears I'll pledge thee, Warring sighs and groans I'll wage thee. A red red rose O my Luve's like a red, red rose, That's newly sprung in June; O my Luve's like the melodie That's sweetly pay'd in tune.- As fair art thou, my bonie lass, So deep in luve am I; And I will love thee still, my Dear, Till a' the seas gang dry.- Till a' the seas gang dry, my Dear, And the rocks melt wi' the sun: I will love thee still, my Dear, While the sands o' life shall run.- And fare thee weel, my only Luve! And fare thee weel, a while! And I will come again, my Luve, Tho' it were ten thousand mile!- | Vĩnh biệt Xcốtlen Thôi vĩnh biệt Xcốtlen thân thiết Xứ sở nghìn năm lịch sử ngoan cường Tên gọi Xcốtlen giờ đây vĩnh biệt Tổ quốc muôn đời hùng vĩ, oai phong! Nơi Sark đổ ra vịnh Solway bát ngát Và Tweed xua giặc tới biển xanh Tất cả giờ đây đã thành mảnh đất Bị chia làm tỉnh lẻ của người Anh. Dùng sức mạnh chẳng hề chinh phục nổi Quê hương ta hàng bao thế kỷ nay Nhưng đã bán chúng ta quân phản bội Vì những đồng tiền dơ bẩn lắm thay! Sắt thép người Anh chẳng thể nào khuất phục Những người con đã chiến đấu ngoan cường Nhưng người Anh đã đem vàng mua chuộc Đáng rủa nguyền những kẻ bán quê hương! Tôi chỉ tiếc chẳng dự vào trận đánh Cùng anh em chiến đấu với quân thù Vì quê hương được hy sinh anh dũng Như Bruce, Wallace sáng mãi nghìn thu! Nhưng mãi mãi cho đến giờ phút cuối Xin được nói lên dõng dạc, đàng hoàng: Sẽ nguyền rủa muôn đời quân phản bội Những kẻ tham vàng bán rẻ quê hương! Nếu ta đừng yêu Nụ hôn này rồi theo ta đến chết Thôi nhé em, đến muôn đời vĩnh biệt Con tim này giờ nức nở khôn nguôi Nỗi nhớ em theo anh suốt cuộc đời. Ai buồn đau vì đời không may mắn Chứ anh đâu dám trách gì số phận Nhưng bây giờ trước mặt anh Tất cả chỉ còn bóng tối vây quanh. Anh đâu trách nỗi đam mê của mình Đâu trách đời vì đã trót yêu em Ai gặp em mà chẳng yêu say đắm Đã yêu rồi, giờ chia tay sao đặng. Nếu ta đừng yêu tha thiết, chân tình Nếu ta đừng yêu mù quáng, cuồng điên Nếu đừng chia ly, nếu đừng gặp gỡ Thì tim ta chẳng bao giờ tan vỡ. Vĩnh biệt em, người yêu dấu nhất Vĩnh biệt em, người yêu xinh đẹp Cầu chúc cho em mọi sự tốt lành Cầu chúc cho em hạnh phúc, bình an. Nụ hôn này rồi theo ta đến chết Thôi nhé em, đến muôn đời vĩnh biệt Con tim này giờ nức nở khôn nguôi Nỗi nhớ em theo anh suốt cuộc đời. Tình như hoa hồng đỏ Người yêu anh như bông hoa hồng đỏ Bông hoa tươi đang nở giữa mùa hè Người yêu anh như bài ca trong gió Giai điệu ngọt ngào, êm ái, say mê. Nét duyên dáng của người em yêu dấu Với tình anh chỉ có một trên đời Tình của anh mãi cùng em yêu dấu Đến bao giờ biển cạn hết mới thôi. Biển chẳng cạn bao giờ, em yêu dấu Như đá kia trơ gan với mặt trời Tình của anh mãi cùng em yêu dấu Dù dòng đời cứ thế, chẳng ngừng trôi. Tạm biệt nhé, người em yêu dấu Chia tay nhau em nhé đừng buồn Anh sẽ về với người em yêu dấu Dù phải đi qua ngàn vạn dặm đường. Bản dịch của Nguyễn Viết Thắng |

## Tượng đài

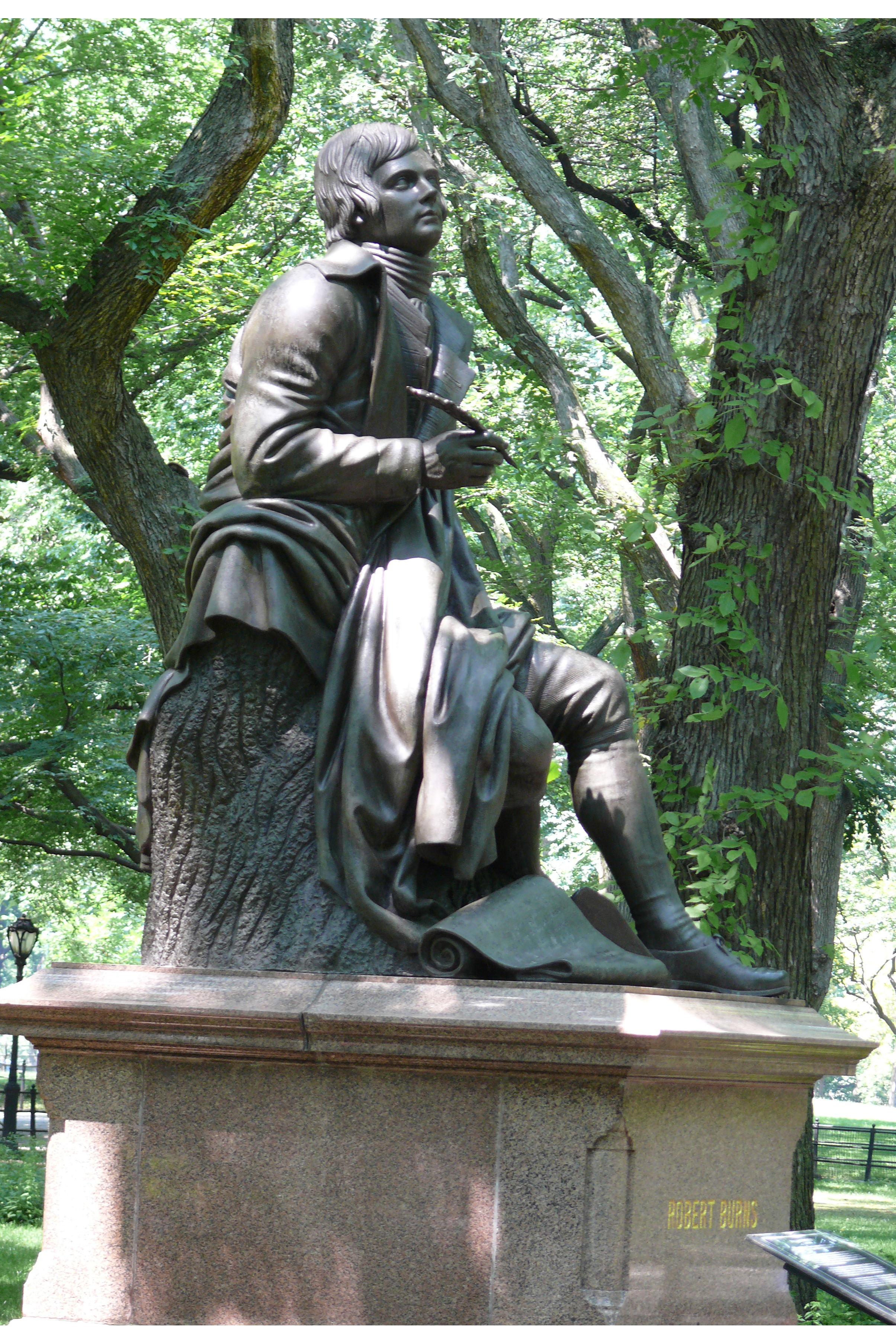
Robert Burns statue sculpted by Sir John Steell, unveiled in Central Park, New York in 1880.
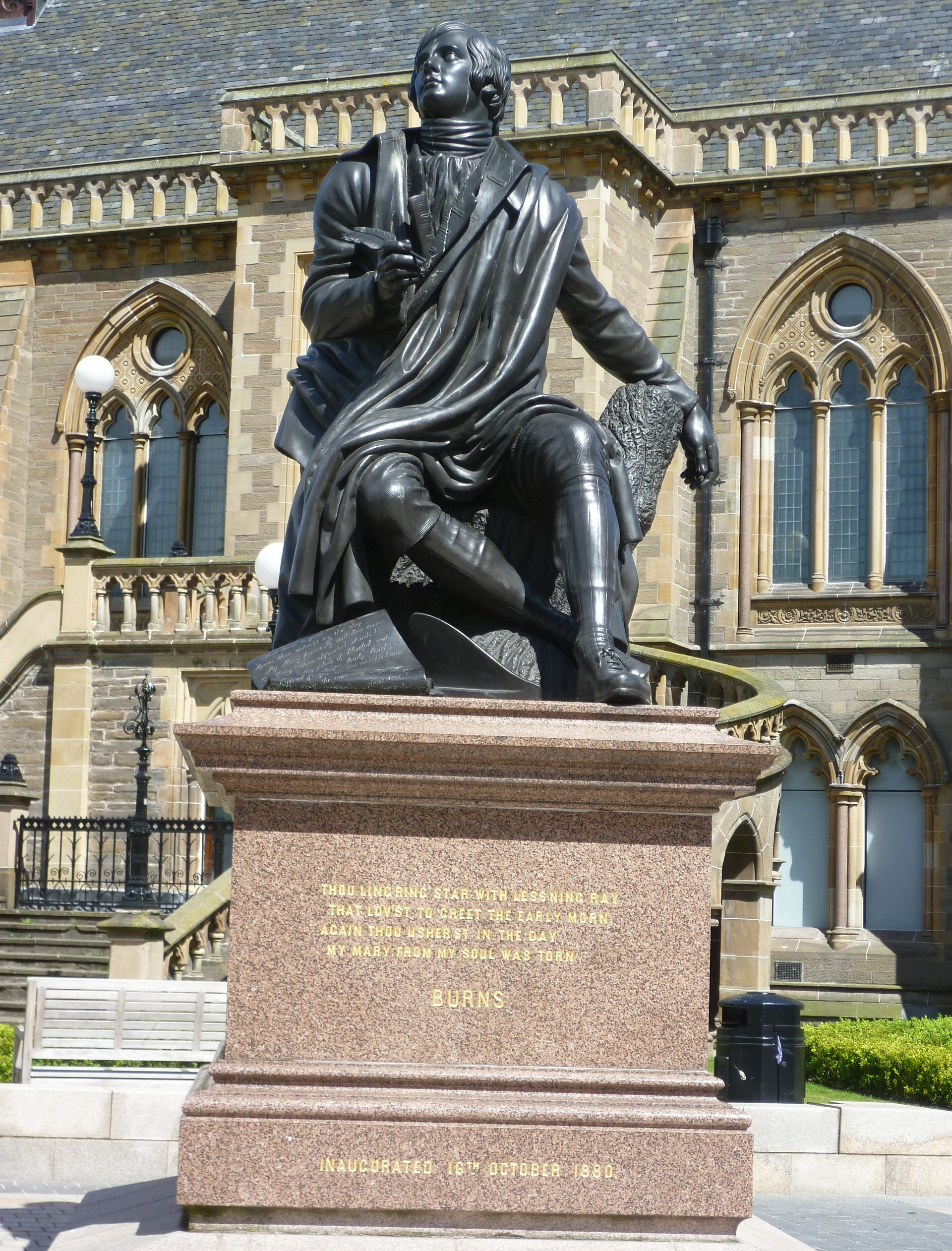
Bronze statue of Burns erected in Dundee in 1880. A companion statue from the same cast as the New York statue.
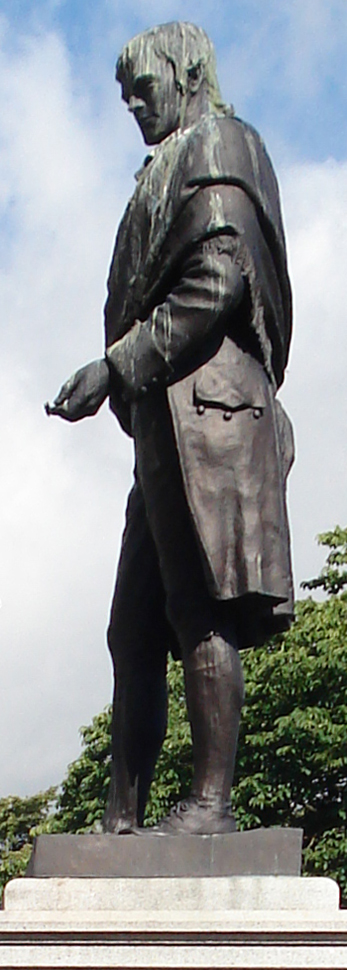
Statue of Burns by Henry Bain Smith 1892, Union Terrace Gardens in Aberdeen
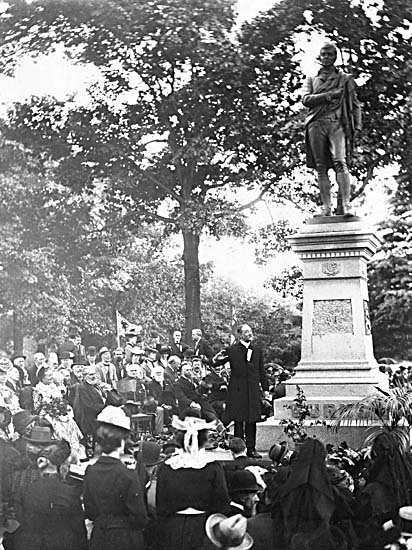
Emanuel Hahn's Robert Burns (1902) in Allan Gardens, Toronto, Canada.
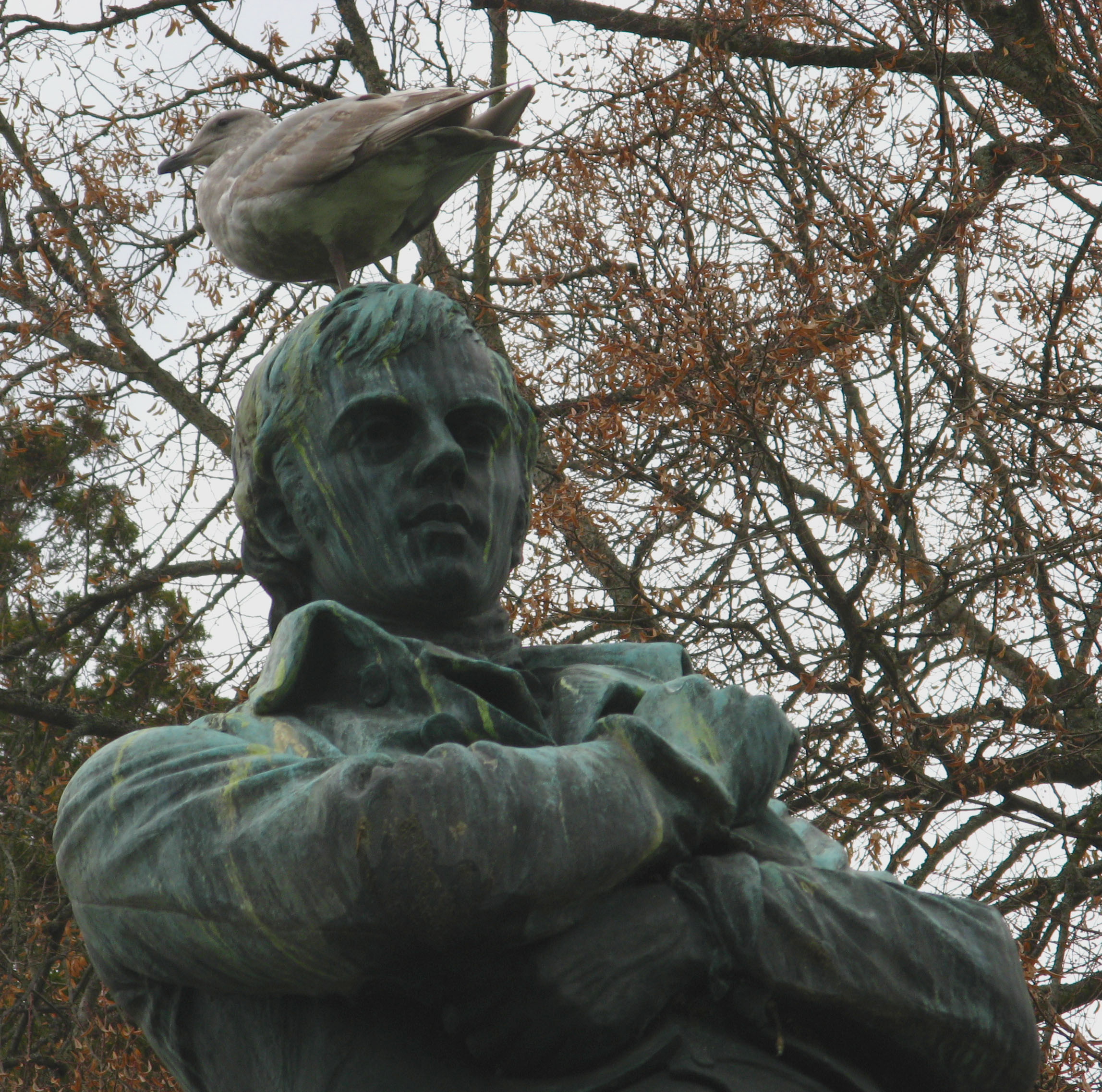
Statue of Scottish poet, Robert Burns in Stanley Park, Vancouver Canada
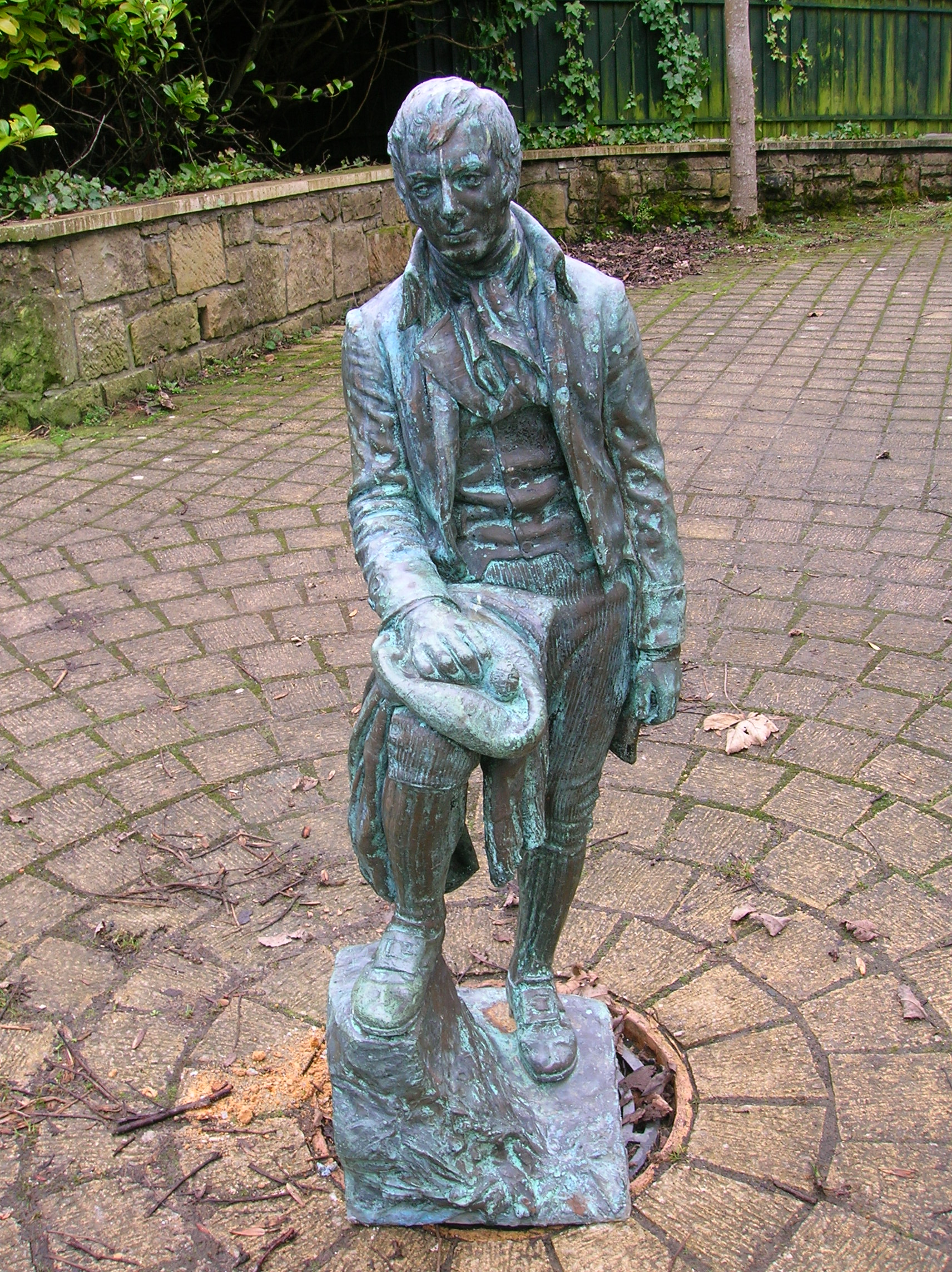
Statue of Burns erected by Clement Wilson at Eglinton Country Park, North Ayrshire.